# Détention secrète
Pour plus de détails, voir Fiche technique et Distribution.
Détention secrète (Rendition) est un film américain réalisé par Gavin Hood, sorti en 2007. Il traite des enlèvements illégaux opérés par la CIA dans le cadre de la guerre contre le terrorisme.

## Synopsis
Un attentat kamikaze visant le chef de la police a lieu au Caire. La cible, Abassi Fawal, réchappe de l’explosion mais un correspondant de la CIA qui venait le rencontrer meurt de ses blessures. Aussitôt une responsable de l’agence déclenche le plan « rendition ». Un ingénieur chimiste égyptien vivant en Amérique, soupçonné d’avoir apporté un soutien technique à la cellule terroriste, est enlevé en plein aéroport à son retour d’une conférence en Afrique du Sud. Il est interrogé hors de toute procédure légale, puis envoyé en Égypte où il est livré à Fawal.
Douglas Freeman, jeune analyste de la CIA sans expérience du terrain, a pris le relais de son défunt collègue. Il assiste en tant qu’observateur à l’enquête du chef de la police cairote, qui consiste principalement à torturer le suspect. Désapprouvant le principe, il réfrène néanmoins son envie d’intervenir, mais cherche par d’autres moyens à prouver l’innocence d’Anouar El-Ibrahimi.
Pendant ce temps aux États-Unis, l’épouse américaine de l’ingénieur captif remue ciel et terre pour découvrir ce qu’est devenu son mari et se heurte à l’opacité des services secrets. Elle est un temps soutenue par l’assistant d’un sénateur, avant que celui-ci ne se retranche derrière le secret d'État pour ne pas grever sa carrière.
Le tempérament autoritaire et brutal d’Abassi Fawal est démenti par l’affection dont il entoure sa famille. Wahhabite modéré, c’est cependant un homme de tradition et il a déjà choisi le promis de sa fille aînée, Fatima. La jeune adolescente aime son père mais voudrait s’émanciper de son emprise. Elle entretient un chaste flirt avec un étudiant de son âge, sans savoir qu’il est sous la coupe de fanatiques religieux, ni qu’il a une vengeance à assouvir…
La narration enchevêtre trois histoires reliées entre elles, qui sont présentées en parallèle mais ne sont pas simultanées, ce dont le spectateur ne s’apercevra qu’à la fin du film.

## Fiche technique
- Titre français : Détention secrète
- Titre original : Rendition
- Réalisateur : Gavin Hood
- Scénario : Kelley Sane
- Musique : Paul Hepker et Mark Kilian
- Costumes : Michael Wilkinson
- Directeur de la photographie : Dion Beebe
- Montage : Megan Gill
- Producteurs : Steve Golin, David Kanter, Keith Redmon, Michael Sugar et Marcus Viscidi
- Production : Level 1 Entertainment - Type A Films
- Distribution :  New Line Cinema •  Metropolitan Filmexport
- Langue : anglais
- Genre : film d'espionnage
- Durée : 122 minutes
- Dates de sortie :
  - États-Unis : 19 octobre 2007
  - France : 9 janvier 2008

## Distribution
- Jake Gyllenhaal (VF : Alexandre Gillet[2], VQ : Martin Watier) : Douglas Freeman
- Reese Witherspoon (VF : Marie-Eugénie Maréchal, VQ : Aline Pinsonneault) : Isabella Fields El-Ibrahimi
- Omar Metwally (VF : Jean-Pierre Michael, VQ : Frédéric Paquet) : Anouar El-Ibrahimi
- Yigal Naor (VF : Saïd Amadis, VQ : Stéphane Rivard) : Abassi Fawal
- Meryl Streep (VF : Frédérique Tirmont, VQ : Marie-Andrée Corneille) : Corrine Whitman
- J. K. Simmons (VF : Pierre Dourlens, VQ : Pierre Chagnon) : Lee Mayer
- Peter Sarsgaard (VF : Guillaume Lebon[2], VQ : Jean-François Beaupré) : Alan Smith
- Alan Arkin (VF : Jean Lagache, VQ : Jacques Lavallée) : le sénateur Hawkins
- Hadar Ratzon-Rotem (en) : Safiya
- Simon Abkarian (VF : lui-même, VQ : Benoit Rousseau) : Saïd Abdel Aziz
- Moa Khouas : Khalid El-Emin
- Zineb Oukach : Fatima Fawal, la fille d'Abassi
- Nava Ziv : Samia Fawal, l'épouse d'Abassi
- Reymonde Amsellem (en) : Layla Fawal, la soeur d'Abassi
- Aramis Knight : Jeremy El-Ibrahimi, le fils d'Anouar et Isabella
- Rosie Malek-Yonan : Nuru Il-Ebrahimi, la mère d'Anouar
- Bob Gunton : Lars Whitman, le mari de Corrine
- Wendy Phillips : Samantha, la secrétaire

## Autour du film
Durant le générique de fin, un hommage est rendu à Scott Rathner (« in memory of our friend, Scott Rathner »), caméraman mort le 12 août 2007 et ayant travaillé sur de nombreux films, tels que SOS Fantômes (1984), Le Parrain 3 (1990), Une journée en enfer (1995), Pearl Harbor (2001) ou Indiana Jones et le Royaume du crâne de cristal (2008).